# Bologna Football Club 1909 2003-2004
Questa voce raccoglie le informazioni riguardanti il Bologna Football Club 1909 nelle competizioni ufficiali della stagione 2003-2004.

## Stagione
Il Bologna si è classificato al dodicesimo posto nel campionato di Serie A 2003-2004 con 39 punti. Con un percorso regolare, ha infatti raccolto 20 punti nel girone di andata e 19 nel girone di ritorno. In Coppa Italia passato il secondo turno a spese del Brindisi (perde 3-2 in Puglia e vince 3-0 in casa), negli ottavi viene eliminato dall'Udinese, dalla quale è sconfitto sia all'andata (1-0 in casa) che al ritorno (3-0 al Friuli). Con 9 reti Claudio Bellucci è risultato il miglior realizzatore di stagione, 2 in Coppa Italia e 7 in campionato.

## Divise e sponsor
| Casa | Trasferta | Terza divisa | 1ª portiere | 2ª portiere |

## Rosa
| N. |                      | Ruolo | Calciatore                  |
| -- | -------------------- | ----- | --------------------------- |
| 1  | Italia (bandiera)    | P     | Gianluca Pagliuca           |
| 2  | Italia (bandiera)    | D     | Cristian Zaccardo           |
| 3  | Brasile (bandiera)   | D     | Juàrez                      |
| 4  | Italia (bandiera)    | D     | Emanuele Troise             |
| 5  | Italia (bandiera)    | D     | Emiliano Moretti            |
| 6  | Italia (bandiera)    | D     | Marco Zanchi                |
| 7  | Italia (bandiera)    | C     | Carlo Nervo                 |
| 8  | Italia (bandiera)    | C     | Samuele Dalla Bona          |
| 9  | Italia (bandiera)    | A     | Fausto Rossini              |
| 10 | Italia (bandiera)    | A     | Giuseppe Signori (capitano) |
| 11 | Italia (bandiera)    | A     | Claudio Bellucci            |
| 12 | Austria (bandiera)   | P     | Alex Manninger              |
| 14 | Italia (bandiera)    | D     | Cesare Natali               |
| 15 | Italia (bandiera)    | A     | Gennaro Fragiello           |
| 16 | Giappone (bandiera)  | C     | Hidetoshi Nakata            |
| 17 | Albania (bandiera)   | A     | Igli Tare                   |
| 18 | Argentina (bandiera) | C     | Andrés Guglielminpietro     |

| N. |                    | Ruolo | Calciatore           |
| -- | ------------------ | ----- | -------------------- |
| 19 | Italia (bandiera)  | D     | Claudio Terzi        |
| 20 | Italia (bandiera)  | C     | Tomas Locatelli      |
| 21 | Italia (bandiera)  | C     | Leonardo Colucci     |
| 22 | Italia (bandiera)  | P     | Deno Bonopera        |
| 23 | Italia (bandiera)  | D     | Andrea Sussi         |
| 24 | Italia (bandiera)  | C     | Christian Amoroso    |
| 25 | Italia (bandiera)  | D     | Alessandro Gamberini |
| 26 | Italia (bandiera)  | A     | Francesco Cataldi    |
| 28 | Italia (bandiera)  | D     | Luca Ferrari         |
| 29 | Italia (bandiera)  | D     | Nicola Consolini     |
| 30 | Italia (bandiera)  | C     | Ivan Pedrelli        |
| 31 | Francia (bandiera) | C     | Mourad Meghni        |
| 32 | Italia (bandiera)  | C     | Luigi Monaco         |
| 33 | Italia (bandiera)  | D     | Pasquale D'Aniello   |
| 34 | Italia (bandiera)  | C     | Massimo Loviso       |
| 35 | Italia (bandiera)  | C     | Fabio Pecchia        |

## Risultati

### Serie A

#### Girone di andata
| Arbitro: | Bolognino (Milano) |

|                                   |           |                  |
| Guglielminpietro 8’ Locatelli 78’ | Marcatori | 20’, 87’ Adriano |

| Arbitro: | Rosetti (Torino) |

|                          |           |           |
| Ševčenko 10’ Inzaghi 86’ | Marcatori | 32’ Nervo |

| Arbitro: | Tombolini (Ancona) |

|                                       |           |  |
| Guglielminpietro 63’ Dalla Bona 90+5’ | Marcatori |  |

| Arbitro: | Pieri (Genova) |

|                           |           |  |
| N. Amoruso 18’ Kamara 40’ | Marcatori |  |

| Arbitro: | Paparesta (Bari) |

|                                  |           |                    |
| Iuliano 23’ Trezeguet 80’ (rig.) | Marcatori | 26’ (rig.) Signori |

| Arbitro: | Gabriele (Frosinone) |

|                            |           |                                 |
| Dalla Bona 71’ Rossini 78’ | Marcatori | 49’ (aut.) Rossini 69’ Bothroyd |

| Arbitro: | Bolognino (Milano) |

|                              |           |                 |
| S. Inzaghi 82’ Corradi 90+2’ | Marcatori | 87’ (aut.) Dabo |

| Arbitro: | Farina (Novi Ligure) |

|  |           |          |
|  | Marcatori | 33’ Doni |

| Brescia 8 novembre 2003, ore 20:30 CET 9ª giornata | Brescia            | 0 – 0 referto | Bologna | Stadio Mario Rigamonti\| Arbitro: \| De Santis (Tivoli) \| |
| Arbitro:                                           | De Santis (Tivoli) |               |         |                                                            |

| Arbitro: | Collina (Viareggio) |

|  |           |                                                |
|  | Marcatori | 16’ Totti 34’ Montella 38’ Panucci 49’ Cassano |

| Reggio Calabria 30 novembre 2003, ore 15:00 CET 11ª giornata | Reggina             | 0 – 0 referto | Bologna | Stadio Oreste Granillo\| Arbitro: \| Collina (Viareggio) \| |
| Arbitro:                                                     | Collina (Viareggio) |               |         |                                                             |

| Arbitro: | De Santis (Tivoli) |

|                                        |           |                      |
| Bilica 2’ (aut.) Nervo 28’ Signori 48’ | Marcatori | 71’ Viali 80’ Pandev |

| Arbitro: | Pieri (Lucca) |

|  |           |                        |
|  | Marcatori | 30’ Martins 39’ Recoba |

| Siena 21 dicembre 2003, ore 15.00 CET 14ª giornata | Siena                    | 0 – 0 referto | Bologna | Montepaschi Arena\| Arbitro: \| Morganti (Ascoli Piceno) \| |
| Arbitro:                                           | Morganti (Ascoli Piceno) |               |         |                                                             |

| Arbitro: | Rosetti (Torino) |

|                          |           |               |
| Bellucci 33’ Pecchia 75’ | Marcatori | 19’ Di Natale |

| Arbitro: | Pieri (Lucca) |

|             |           |                      |
| Bojinov 22’ | Marcatori | 13’ Pecchia 77’ Tare |

| Arbitro: | Dattilo (Locri) |

|                               |           |             |
| Signori 1’ Tare 17’ Nervo 44’ | Marcatori | 33’ Santana |

#### Girone di ritorno
| Parma 25 gennaio 2004, ore 15:00 CET 18ª giornata | Parma             | 0 – 0 referto | Bologna | Stadio Ennio Tardini (14.251 spett.)\| Arbitro: \| Bergonzi (Genova) \| |
| Arbitro:                                          | Bergonzi (Genova) |               |         |                                                                         |

| Arbitro: | Pellegrino (Barcellona Pozzo di Gotto) |

|  |           |                           |
|  | Marcatori | 19’ Ševčenko 89’ Tomasson |

| Arbitro: | Farina (Novi Ligure) |

|                   |           |                                      |
| Jankulovski 45+2’ | Marcatori | 22’ Locatelli 47’ Nakata 89’ Colucci |

| Arbitro: | De Santis (Tivoli) |

|               |           |             |
| 35’ Locatelli | Marcatori | Amoruso 64’ |

| Arbitro: | Paparesta (Bari) |

|  |           |             |
|  | Marcatori | 56’ Iuliano |

| Arbitro: | Tombolini (Ancona) |

|                                                               |           |                   |
| Ravanelli 32’ Codrea 68’ Zé Maria 75’ (rig.) Fresi 84’ (rig.) | Marcatori | 61’, 86’ Bellucci |

| Arbitro: | Bolognino (Milano) |

|                         |           |           |
| Signori 34’ Amoroso 65’ | Marcatori | 38’ Fiore |

| Arbitro: | Gabriele (Frosinone) |

|                                        |           |                       |
| Volpi 9’ (rig.) Diana 28’ Cipriani 50’ | Marcatori | 10’ Signori 69’ Nervo |

| Arbitro: | Saccani (Mantova) |

|                                |           |  |
| Tare 40’ Nervo 70’ Signori 80’ | Marcatori |  |

| Arbitro: | Bertini (Arezzo) |

|             |           |                      |
| Cassano 33’ | Marcatori | 26’ Pecchia 78’ Tare |

| Arbitro: | Racalbuto (Gallarate) |

|                            |           |                            |
| Locatelli 43’ Bellucci 67’ | Marcatori | 8’ Di Michele 30’ Stellone |

| Arbitro: | Saccani (Mantova) |

|                            |           |                            |
| Rapaić 26’, 56’ Bucchi 51’ | Marcatori | 12’ (rig.) Nakata 64’ Tare |

| Arbitro: | Tombolini (Ancona) |

|                                                    |           |                   |
| Recoba 32’ Cannavaro 52’ Stanković 55’ Martins 71’ | Marcatori | 68’, 77’ Bellucci |

| Arbitro: | Rosetti (Torino) |

|                                       |           |             |
| Dalla Bona 32’ Bellucci 62’ Nervo 83’ | Marcatori | 68’ Mignani |

| Arbitro: | Tombolini (Ancona) |

|                           |           |  |
| Belleri 40’ Vannucchi 74’ | Marcatori |  |

| Arbitro: | De Marco (Chiavari) |

|          |           |                 |
| Tare 34’ | Marcatori | 90+5’ Chevantón |

| Arbitro: | Tagliavento (Terni) |

|                          |           |             |
| Amauri 17’ Zanchetta 22’ | Marcatori | 12’ Pecchia |

### Coppa Italia

#### Secondo turno
| Arbitro: | Bergonzi (Genova) |

|                                     |           |                            |
| Francioso 57’ (rig.) Iunco 72’, 81’ | Marcatori | 38’ Bellucci 66’ Locatelli |

| Arbitro: | Preschern (Venezia) |

|                                   |           |  |
| Bellucci 36’ Rossini 43’ Tare 89’ | Marcatori |  |

#### Fase finale
| Arbitro: | Pieri (Lucca) |

|  |           |                 |
|  | Marcatori | 80’ Jankulovski |

| Arbitro: | Nucini (Bergamo) |

|                                                |           |  |
| Jancker 62’ Jankulovski 70’ (rig.) Pierini 78’ | Marcatori |  |

## Statistiche

### Statistiche di squadra
| Competizione | Punti | In casa | In casa | In casa | In casa | In casa | In casa | In trasferta | In trasferta | In trasferta | In trasferta | In trasferta | In trasferta | Totale | Totale | Totale | Totale | Totale | Totale | DR  |
| Competizione | Punti | G       | V       | N       | P       | Gf      | Gs      | G            | V            | N            | P            | Gf           | Gs           | G      | V      | N      | P      | Gf     | Gs     | DR  |
| ------------ | ----- | ------- | ------- | ------- | ------- | ------- | ------- | ------------ | ------------ | ------------ | ------------ | ------------ | ------------ | ------ | ------ | ------ | ------ | ------ | ------ | --- |
| Serie A      | 39    | 17      | 7       | 5       | 5       | 26      | 24      | 17           | 3            | 4            | 10           | 19           | 29           | 34     | 10     | 9      | 15     | 45     | 53     | -8  |
| Coppa Italia | -     | 2       | 1       | 0       | 1       | 3       | 1       | 2            | 0            | 0            | 2            | 2            | 6            | 4      | 1      | 0      | 3      | 5      | 7      | -2  |
| Totale       | 39    | 19      | 8       | 5       | 6       | 29      | 25      | 19           | 3            | 4            | 12           | 21           | 35           | 38     | 11     | 9      | 18     | 50     | 60     | -10 |